# Irreligião na Islândia
Embora 89,3% dos islandeses sejam oficialmente registrados como membros de congregações cristãs, a participação popular em igrejas na Islândia é baixo. Cerca de 10% dos islandeses vão à igreja uma vez por mês, ou mais, enquanto que 43% dizem que nunca frequentam e 15,9% afirmem ir à igreja uma vez por ano.
Em uma pesquisa de 2004, 69,3% dos islandeses disseram ser religiosos, ao passo que 19,1% disseram que não eram religiosos e 11,6% disseram que não podiam dizer se eram ou não religiosos.
Além disso, quando solicitados a selecionar uma afirmação que melhor representasse-lhes a opinião, 19,7% disseram ser impossível saber se Deus existe ou não, e 26,2% disseram que Deus não existe, sendo uma criação humana.
Isto indicaria que o número de agnósticos e ateus na Islândia é significativamente maior do que o registo oficial de filiação religiosa.